# Thalerastria laticincta
Thalerastria laticincta är en fjärilsart som beskrevs av Otto Staudinger 1897. Thalerastria laticincta ingår i släktet Thalerastria och familjen nattflyn. Inga underarter finns listade i Catalogue of Life.